# Kibara
Kibara es un género con 80 especies de plantas de flores perteneciente a la familia Monimiaceae. 

## Especies seleccionadas
- Kibara angustifolia
- Kibara archboldiana
- Kibara aruensis
- Kibara blumei
- Kibara borneensis
- Kibara bullata
- Kibara buergersiana
- Kibara carrii
- Kibara chartacea
- Kibara chimbuensis
- Kibara clemensiae
- Kibara coriacea
- Kibara mortifica